# طبقة كهنوتية
الطبقة الكهنوتية هي مجموعة اجتماعية مسؤولة عن تقديم التضحيات وإداء الصلوات أو غيرها من المهام الدينية، لا سيما في المجتمعات البدويَّة والقبليَّة.
في بعض الحالات، كما هو الحال مع البراهمة في حضارة الهند الفيدية والكوهانيم واللاويين في إسرائيل القديمة، كانت الطبقة الكهنوتية وراثية، حيث كان وضع الشخص كاهناً يعتمد على أصله البيولوجي. تمتلك الديانة الزرادشتية أيضًا نظاماً كهنوتياً وراثياً، وكذلك الحال في العلوية واليزيدية واليارسانية. في التقاليد الصوفية، غالبًا ما يكون المرشد الروحي قائداً وراثياً، بينما تم وصف سيد الهند، والذين يزعمون أنهم ينحدرون من النبي محمد، بأنهم طبقة كهنوتية.
في الكنيسة الروسية الأرثوذكسية، شكل رجال الدين، مع مرور الوقت طبقة وراثية من الكهنة. وكان الزواج من خارج هذه العائلات الكهنوتية ممنوع منعاً باتاً؛ وفي الواقع لم يتسامح بعض الأساقفة مع رجال الدين الذين يتزوجون من خارج الأسر الكهنوتية في أبرشيتهم. في عام 1867 ألغى السينودس مطالبة الأسر بمواقع كهنوتيَّة. شكّل إكليروس الكنيسة الأوكرانية الكاثوليكية وأسرهم طبقة كهنوتيَّة وراثية متماسكة وأُعتبروا على رأس الطبقات الاجتماعية التي سادت المجتمع الأوكراني الغربي من خلال إقامة «سلالات كهنوتية»، وذلك من القرن الثامن عشر حتى منتصف القرن العشرين، في أعقاب الإصلاحات التي قام بها جوزيف الثاني، إمبراطور النمسا.